# Асоціація кінокритиків Аргентини
Асоціація кінокритиків Аргентини (ісп. Asociación de Cronistas Cinematográficos de la Argentina) — професійна організація кінематографістів Аргентинської республіки. Неформально заснована 10 липня 1942 року, юридичного статусу набула 23 грудня 1957 року. Основна мета — захист професійних інтересів діячів кіно і сприяння соціальному й культурному розвитку нації. Член Міжнародної федерації кінопреси FIPRESCI.

## Історія організації
1942 року Асоціація мала практично тільки назву. Журналісти і критики збиралися в громадських місцях (ресторанах, кафе), де й проводили обговорення. В січні 1943 року об'єднання почало підвищувати свій статус: було засновано нагороди, переважно для фільмів національного виробництва, за минулий рік. Все почалося з двох категорій — Найкращий фільм і Найкращий іноземний фільм і семи медалей (найкращому режисерові, акторам, оригінальним і адаптованому сценарію). Перша церемонія пройшла в Альвеар Палас Готелі у форматі «вечері з танцями». Перші нагороди отримали: режисер Лукас Демаре за фільм «Війна гаучо», музичний фільм «Маламбо», «Третій поцілунок» (найкраща актриса — Амелія Бенсе), «Діти ростуть» (найкращий актор — Артуро Гарсія Бур) і «Якою зеленою була моя долина» (США — найкращий іноземний фільм). Надалі нагороди вручалися практично щорічно, з більшою або меншою помпою і, іноді з перервами. Більшість із них припало на період між 1976 і 1980 роками, коли список фільмів або кінематографістів практично збігався зі списками творів або авторів, заборонених політичною цензурою.
Організація також вела освітню діяльність від 1956 року, проводила тематичні виставки книг кінокритиків країни, дбала про збільшення вітчизняного виробництва кінофільмів, організовувала лекції та курси для зацікавленої громадськості, здійснювала спонсорство (1—2 фільми на рік) проєктів високої художньої цінності і, зокрема, взяла безпосередню участь у створенні Міжнародного кінофестивалю в Мар-дель-Плата.

## Срібний кондор
Традицію вручення національної кінематографічної премії, заснованої 1943 року і названої «Срібний кондор», було продовжено. Премію не вручали в 1958, 1975—1980, 1984 роках через цензурні обмеження військово-політичного режиму.

### Номінації
В наш час премія «Срібний кондор» вручається в таких номінаціях:
- «Найкращий фільм» (виробництва Аргентини),
- «Найкращий іберо-американський фільм»,
- «Найкращий іноземний фільм» (не на іспанською мовою),
- «Найкращий дебютний фільм»,
- «Найкраща режисура»,
- «Найкращий оригінальний сценарій»,
- «Найкращий адаптований сценарій»,
- «Найкраща акторська робота»,
- «Найкращий звук»,
- «Найкращий монтаж»,
- «Найкращий документальний фільм»,
- «Найкращий відеофільм»,
- «Найкращий короткометражний фільм»,
- Спеціальна премія за досягнення протягом всієї кар'єри.

### Переможці в номінації «Найкращий фільм»
Переможцями в номінації «Найкращий фільм» (виробництва Аргентини) в різні роки ставали (зазначено рік вручення нагороди):
- 2000 — Та сама любов, той самий дощ[es] / El mismo amor, la misma lluvia / режисер — Хуан Хосе Кампанелья
- 2001 — Дев'ять королев[ru] / Nueve reinas / режисер — Фабіан Б'єлінскі[ru]
- 2002 — Син нареченої[ru] / El hijo de la novia / режисер — Хуан Хосе Кампанелья
- 2003 — Короткі історії (фільм, 2002)[ru] / Historias mínimas / режисер — Карлос Сорін[ru]
- 2004 — Валентин[es] / Valentín / режисер — Алехандро Агресті
- 2005 — Рома[es] / Roma / режисер — Адольфо Арістарайн[es]
- 2006 — Аура[ru] / El Aura / режисер — Фабіан Б'єлінскі
- 2007 — Історія однієї втечі[es] / Crónica de una fuga / режисер — Адріан Каетано[ru]
- 2008 — XXY / XXY / режисер — Лусія Пуенсо[ru]
- 2009 — Анісето[es] / Aniceto / режисер — Леонардо Фавіо
- 2010 — Таємниця в його очах / El secreto de sus ojos / режисер — Хуан Хосе Кампанелья
- 2011 — Каранчо[ru] / Carancho / режисер — Пабло Траперо[ru]
- 2012 — Акації[ru] / Las Acacias / режисер — Пабло Джіорджельї
- 2013 — Підпільне дитинство[ru] / Infancia clandestina / режисер — Бенхамін Авіла
- 2014 — Вакольда /Wakolda / режисер — Лусія Пуенсо[ru]